# Гонсалу Нікау
Гонсалу Нікау (порт. Gonçalo Nicau; нар. 3 липня 1982) — колишній португальський тенісист.
Найвищу одиночну позицію світового рейтингу — 531 місце досяг 26 лютого 2007, парну — 495 місце — 20 листопада 2006 року.
Завершив кар'єру 2007 року.

## Фінали за кар'єру

### Цикл турнірів ITF

#### Одиночний розряд: 2 (1–1)
| Категорія     |
| ------------- |
| Ф'ючерс (1–1) |

| Титули за покриттям            |
| ------------------------------ |
| Корт з твердим покриттям (0–1) |
| Ґрунтовий корт (1–0)           |

| Титули за типом корту |
| --------------------- |
| Відкритий корт (1–1)  |
| Тенісний корт (0–0)   |

| Результат | Дата | Категорія | Турнір                 | Покриття | Суперник                 | Рахунок       |
| --------- | ---- | --------- | ---------------------- | -------- | ------------------------ | ------------- |
| Поразка   | 1999 | Ф'ючерс   | Бенін-Сіті, Нігерія F2 | Тверде   | Ніколас Монро            | 3–6, 4–6      |
| Перемога  | 1992 | Ф'ючерс   | Шатіва, Іспанія F25    | Ґрунт    | Мігель Анхель Лопес Хаен | 7–6(7–4), 7–5 |

#### Парний розряд: 5 (3–2)
| Категорія     |
| ------------- |
| Ф'ючерс (3–2) |

| Титули за покриттям            |
| ------------------------------ |
| Корт з твердим покриттям (1–2) |
| Ґрунтовий корт (2–0)           |

| Титули за типом корту |
| --------------------- |
| Відкритий корт (3–2)  |
| Тенісний корт (0–0)   |

| Результат | Дата | Категорія | Турнір                   | Покриття | Партнер           | Суперники                                      | Рахунок                 |
| --------- | ---- | --------- | ------------------------ | -------- | ----------------- | ---------------------------------------------- | ----------------------- |
| Перемога  | 2001 | Ф'ючерс   | Албуфейра, Португалія F3 | Тверде   | Фред Жіл          | Себастьян Фіц Франко Шкугор                    | 6–2, 6–2                |
| Поразка   | 1980 | Ф'ючерс   | Мелілья, Іспанія F11     | Тверде   | Васку Антуніш     | Карлос Рексач-Ітойс Ерік Шерер                 | 7–5, 4–6, 6–7(4–7)      |
| Перемога  | 1979 | Ф'ючерс   | Ірун, Іспанія F26        | Ґрунт    | Орасіо Себальйос  | Мігель Анхель Лопес Хаен Хуан-Мігель Суч-Перес | 7–5, 6–3                |
| Поразка   | 1989 | Ф'ючерс   | Ель-Ехідо, Іспанія F32   | Тверде   | Гільєрмо Алькайде | Александрос Якуповіч Антал ван дер Дейм        | 6–4, 6–7(5–7), 6–7(3–7) |
| Перемога  | 1972 | Ф'ючерс   | Малага, Іспанія F24      | Ґрунт    | Руї Мачадо        | Карлос Гонсалес де Куето Серхіо Перес-Перес    | 6–4, 6–0                |

## Гра за національну збірну

### Кубок Девіса (1–2)
Нікау зіграв у 3 матчах за збірну Португалії в Кубку Девіса 2006. Він зазнав двох поразок в одиночному розряді й здобув одну перемогу - в парному (1–2 загалом).
| Участь у матчах груп |
| -------------------- |
| Світова група (0–0)  |
| Плей-оф СГ (0–0)     |
| Група I (1–2)        |
| Група II (0–0)       |
| Група III (0–0)      |
| Група IV (0–0)       |

| Матчів за покриттям |
| ------------------- |
| Тверде (0–1)        |
| Ґрунт (1–1)         |
| Трава (0–0)         |
| Килим (0–0)         |

| Матчів за розрядом     |
| ---------------------- |
| Одиночний розряд (0–2) |
| Парний розряд (1–0)    |

| Закритий/відкритий корт |
| ----------------------- |
| Закритий корт (i) (0–1) |
| Відкритий корт (1–1)    |

| Матчів by venue   |
| ----------------- |
| Португалія (0–0)  |
| За кордоном (1–2) |

- ▲ ▼ позначає результат матчу на Кубок Девіса, після чого вказано дату, місце проведення і тип покриття тенісного корту.

| Rubber result | Rubber | Тип матчу (партнер, якщо є) | Країна-суперниця | Гравець(вці)-суперник(и) | Рахунок | |
| ▼1–4; 10–12 лютого 2006; National Tennis Centre, Еш-сюр-Альзетт, Люксембург; Перший раунд Групи I зони Європа/Африка; тверде (з)   | ▼1–4; 10–12 лютого 2006; National Tennis Centre, Еш-сюр-Альзетт, Люксембург; Перший раунд Групи I зони Європа/Африка; тверде (з) | ▼1–4; 10–12 лютого 2006; National Tennis Centre, Еш-сюр-Альзетт, Люксембург; Перший раунд Групи I зони Європа/Африка; тверде (з) | ▼1–4; 10–12 лютого 2006; National Tennis Centre, Еш-сюр-Альзетт, Люксембург; Перший раунд Групи I зони Європа/Африка; тверде (з) | ▼1–4; 10–12 лютого 2006; National Tennis Centre, Еш-сюр-Альзетт, Люксембург; Перший раунд Групи I зони Європа/Африка; тверде (з) | ▼1–4; 10–12 лютого 2006; National Tennis Centre, Еш-сюр-Альзетт, Люксембург; Перший раунд Групи I зони Європа/Африка; тверде (з) | ▼1–4; 10–12 лютого 2006; National Tennis Centre, Еш-сюр-Альзетт, Люксембург; Перший раунд Групи I зони Європа/Африка; тверде (з) |
| --- | --- | --- | --- | --- | --- | --- |
| Поразка | V | Одиночний розряд (Матч без турнірного значення)                                                                                  | Люксембург | Жиль Кремер | 7–6(10–8), 4–6, 4–6 | |
| ▲3–2; 22–24 вересня 2006; Royale Tennis Club de Marrakesh, Марракеш, Марокко; Плей-оф на вибуття Групи I зони Європа/Африка; ґрунт | | | | | | |
| Поразка | I | Одиночний розряд | Марокко | Рабіє Чакі | 6–4, 3–6, 6–1, 3–6, 10–12 | |
| Перемога | III | Парний розряд (з Фредом Жілом)                                                                                                   | Марокко | Мунір Аль Ааредж / Мехді Зіяді                                                                                                   | 6–1, 6–3, 6–1 | |